# Igor Bacal
Igor Bacal (* 18. Januar 1974) ist ein früherer moldauischer Biathlet.
Igor Bacal gehörte zu den ersten moldauischen Biathleten, die nach der Auflösung der Sowjetunion und des nachfolgenden kurzzeitigen Zusammenschlusses der Sportler der Nachfolgestaaten als Vereinigtes Team an den Wettbewerben des Biathlon Weltcups 1993/94 teilnahm. Sein erstes Rennen bestritt er zum Saisonauftakt in Bad Gastein. In diesem Einzel, bei dem er 136. und damit letzter wurde, ging er in die Geschichte des Biathlon-Weltcups als der Athlet mit dem größten jemals erreichten Rückstand ein. Bacal hatte im Ziel 32:41,0 Minuten Rückstand auf den Sieger Sergei Tarassow. Sein bestes Ergebnis erreichte der Moldauer 1994 als 117. eines Sprints in Antholz. Das einzige Mal, dass er an einer internationalen Meisterschaft teilnahm, war 1998, als er bei den Sommerbiathlon-Weltmeisterschaften in Osrblie antrat und 54. des Sprintrennens sowie 50. der Verfolgung wurde.

## Biathlon-Weltcup-Platzierungen
Die Tabelle zeigt alle Platzierungen (je nach Austragungsjahr einschließlich Olympische Spiele und Weltmeisterschaften).
- 1.–3. Platz: Anzahl der Podiumsplatzierungen
- Top 10: Anzahl der Platzierungen unter den ersten zehn (einschließlich Podium)
- Punkteränge: Anzahl der Platzierungen innerhalb der Punkteränge (einschließlich Podium und Top 10)
- Starts: Anzahl gelaufener Rennen in der jeweiligen Disziplin

| Platzierung                                | Einzel | Sprint | Verfolgung | Massenstart | Staffel | Gesamt |
| ------------------------------------------ | ------ | ------ | ---------- | ----------- | ------- | ------ |
| 1. Platz                                   |        |        |            |             |         |        |
| 2. Platz                                   |        |        |            |             |         |        |
| 3. Platz                                   |        |        |            |             |         |        |
| Top 10                                     |        |        |            |             |         |        |
| Punkteränge                                |        |        |            |             |         |        |
| Starts                                     | 4      | 4      |            |             |         | 8      |
| Stand: Daten möglicherweise nicht komplett |        |        |            |             |         |        |